# Йордан Ноев
Йордан Тодоров Ноев е български учител и политик от БКП.

## Биография
Роден е на 25 август 1898 г. във варненското село Аврен. По време на Първата световна война е офицер в 31-ви пехотен полк. Работи като учител. Взема участие в Септемврийското въстание през 1923 г. От 1924 до 1925 г. е член на Окръжния комитет на БКП – Варна. Арестуван е по време на Априлските събития от 1925 г. Лежи в затвора до 1937 г. В периода 1938 – 1942 г. е член на ЦК на БКП. Комунистическата му дейност е разкрита през 1942 г. и е арестуван и интерниран в лагера Еникьой. Освободен е през 1944 г. Жени се за Рада Тодорова. Умира на 25 юни 1944 г. в Луковит. Огнян Бояджиев написва очерк за него (Изд. на БКП, 1966). Неговото име известно време носи училище във Варна.